# (1821) Aconcagua
(1821) Aconcagua est un astéroïde de la ceinture principale découvert le 24 juin 1950 par l'astronome argentin Miguel Itzigsohn à l'observatoire de La Plata, capitale de la province argentine de Buenos Aires. Sa désignation provisoire était 1950 MB.
Il tire son nom de l'Aconcagua, point culminant de la Cordillère des Andes s'élevant à 6962 mètres d'altitude et situé à la frontière argentino-chilienne. Cette appellation fut proposée par F. Pilcher.